# درزه ورقه‌ای

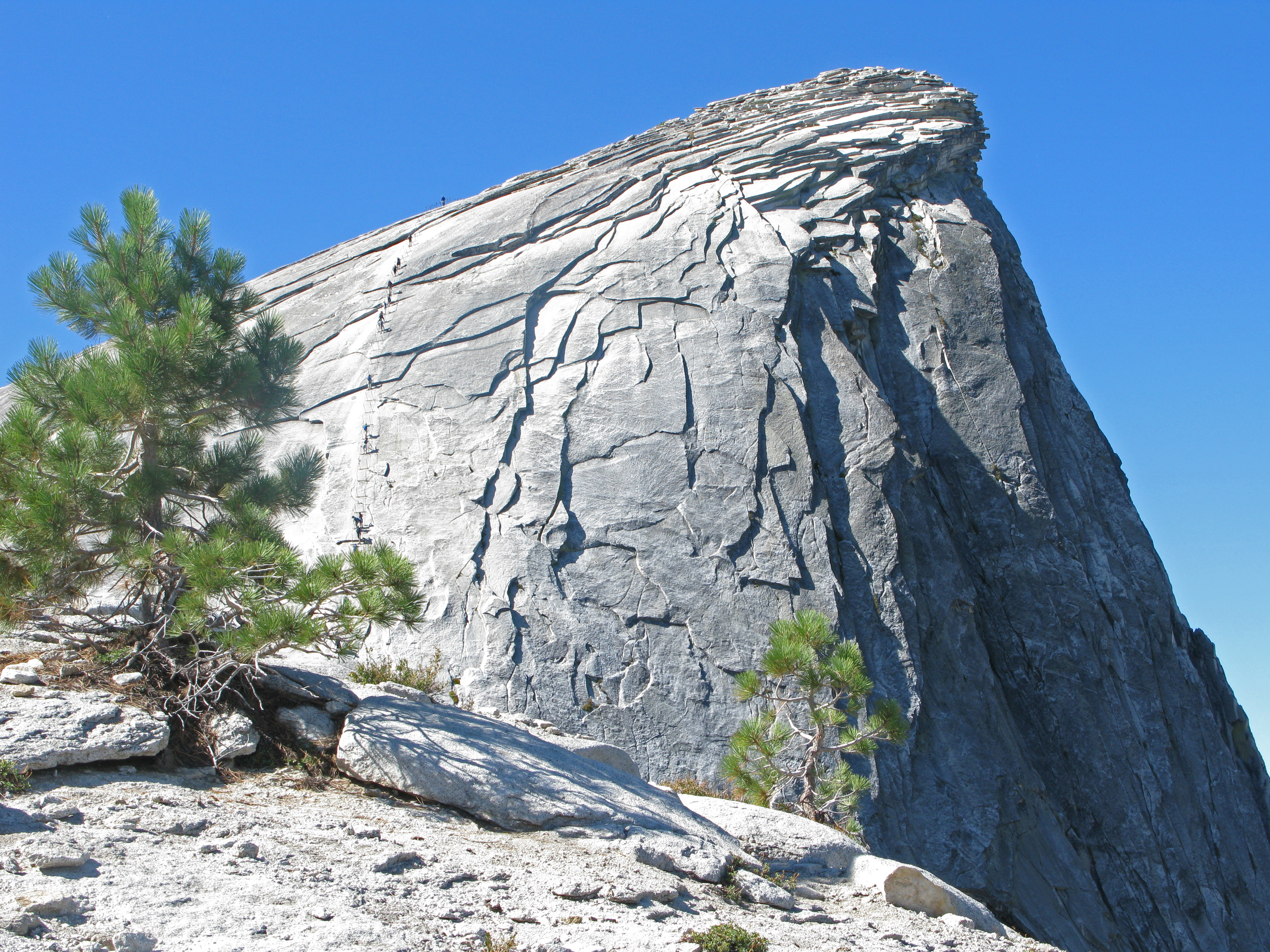
درزه‌های ورقه‌ای در پیرامون هف دوم در پارک ملی یوسیمیتی، کالیفرنیا.

درزه ورقه‌ای (به انگلیسی: Exfoliation joint) که درزه پوسته‌پوسته‌شده نیز نامیده می‌شود، مجموعه شکستگی‌های موازی سطحی در سنگ هستند و اغلب منجر به فرسایش صفحه‌های هم‌مرکز می‌شود. برای اطلاعات بیشتر درزه (زمین‌شناسی) را ببینید.
با وجود فراوانی درزه‌های پوسته‌پوسته در بسیاری از مناظر مختلف، زمین شناسان هنوز بر سر یک نظریه کلی دربارهٔ تشکیل درزه‌های ورقه‌ای به توافق نرسیده‌اند.

## ویژگی‌های کلی
- درزه ورقه‌ای معمولاً بر پایه توپوگرافی محلی است.
- تخته‌سنگ‌ها را به تختال‌های مسطح تقسیم می‌کند.
- فاصله درزه با عمق از چند سانتی‌متر نزدیک سطح به چند متر افزایش می‌یابد.
- حداکثر عمق وقوع مشاهده‌شده درزه‌های ورقه‌ای حدود ۱۰۰ متر است.
- درزه‌های عمیق‌تر شعاع انحنای بیشتری دارند، که با فرسایش مواد تمایل به گرد کردن گوشه‌های چشم‌انداز دارد.
- شکست در حالت کششی است.
- در بسیاری از پترولوژی‌ها و مناطق اقلیمی محتلف رخ می‌دهد و منحصر به مناطق یخچالی نیست.
- سنگ میزبان عموماً به صورت پراکنده درزه‌دار و نسبتاً همسان‌گرد است و مقاومت فشاری بالایی دارد.
- می‌تواند دارای انحناهای مقعر و محدب به سمت بالا باشد.
- اغلب با فرم‌های فشاری ثانویه مانند کمانش همراه است.